# Ropica carinipennis
Ropica carinipennis là một loài bọ cánh cứng trong họ Cerambycidae.